# ستاروسدلسکی هرادک
ستاروسدلسکی هرادک (به چکی: Starosedlský Hrádek) یک منطقهٔ مسکونی در جمهوری چک است که در ناحیه پریبرام واقع شده‌است.